# Lyle Vanclief
Lyle Vanclief (né le 19 septembre 1943) est un homme politique canadien de l'Ontario. Il est député fédéral libéral de la circonscription ontarienne de Prince Edward—Hastings de 1988 à 2004.

## Biographie
Né à Ameliasburgh (en) en Ontario, Vanclief étudie à l'Université de Guelph et gradue avec un baccalauréat en agriculture en 1967. Il entame une carrière publique en siégeant au conseil municipal d'Ameliasburgh de 1968 à 1970.
Élu en 1988 et réélu en 1993 et 1997, il entre au cabinet du premier ministre Jean Chrétien en juin 1997 à titre de Ministre de l'Agriculture et de l'Agroalimentaire. Réélu en 2000, Vanclief est évincé du cabinet lorsque Paul Martin remplace Chrétien.
Ne se représentant pas en 2004, il travaille ensuite comme lobbyiste. Lors de la course à la direction du Parti libéral du Canada de 2006, Vanclief donne son appui à Stéphane Dion.